# Roger Whittaker
Roger Whittaker, född 22 mars 1936 i Nairobi, Kenya, död 13 september 2023 i Montaigu-de-Quercy, Tarn-et-Garonne, Frankrike, var en brittisk sångare och kompositör. 
Whittaker slog igenom 1969 med låten "Durham Town" och hade sedan flera stora hits under 1970-talet, som till exempel "New World in the Morning", "I Don't Believe in If Anymore", "The Last Farewell" och "Mexican Whistler". Hans album sålde i över 60 miljoner exemplar. Han var känd för sin förmåga att vissla.
År 1964 gifte han sig med Natalie O'Brien, som han hade fem barn tillsammans med. 1986 släpptes hans självbiografi, So Far, So Good.
Roger Whittaker föddes i Nairobi av brittiska föräldrar; hans pappa var specerihandlare till yrket och hans mamma var lärare. Whittaker växte upp i Kenya och den östafrikanska musiken kom att betyda mycket för honom.

## Diskografi i urval
Album
- 1967 – Dynamic!
- 1968 – Whistling Roger Whittaker
- 1969 – This is...
- 1970 – New World In The Morning
- 1972 – Roger Whittaker... Again
- 1973 – If I Were A Rich Man
- 1974 – Mamy Blue
- 1975 – The Magical World Of Roger Whittaker
- 1976 – The Roger Whittaker Christmas Album
- 1978 – Roger Whittaker Sings The Hits
- 1980 – With Love
- 1982 – The Wind Beneath My Wings
- 1984 – Tidings Of Comfort And Joy
- 1986 – The Skye Boat Song
- 1988 – Bitter & Sweet - Songs For Love And Tears
- 1990 – You Deserve The Best
- 1992 – From The Heart
- 1994 – Danny Boy & Other Irish Favorites
- 1999 – Awakening

Singlar 
(topp 40 på UK Singles Chart)
- 1969 – "Durham Town (The Leavin')" (#12)
- 1970 – "New World in the Morning" (#17)
- 1970 – "I Don't Believe in 'If' Anymore" (#8)
- 1971 – "Mamy Blue" (#31)
- 1975 – "The Last Farewell" (#2)
- 1985 – "The Skye Boat Song" (med Des O'Connor) (#10)

## Filmografi
- 1967 - Amusementsprogramma uit het boudewijnpark
- 1967 - Radio- en TV-salon te Antwerpen
- 1970 - The Kenneth Williams Show
- 1970 - Feest